# Walter Kitchen
Walter Lawrence Kitchen (Toronto, 18 dicembre 1912 – Toronto, 25 luglio 1988) è stato un hockeista su ghiaccio canadese.

## Palmarès

### Olimpiadi invernali
- Argento a Garmisch-Partenkirchen 1936 nell'hockey su ghiaccio.